# Prestoea pubigera
Prestoea pubigera là loài thực vật có hoa thuộc họ Arecaceae. Loài này được (Griseb. & H.Wendl.) Hook.f. miêu tả khoa học đầu tiên năm 1884.